# José Manuel González Páramo

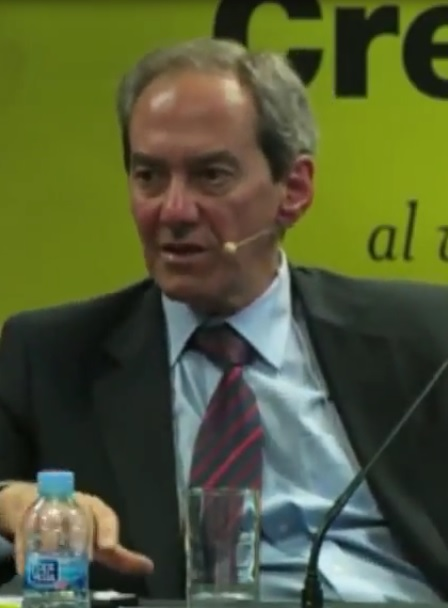
José Manuel González Páramo

Jose Manuel González-Páramo (Madrid, 9 augustus 1958) is een Spaanse econoom, van juni 2004 tot juni 2012 was van de raad van bestuur van de Europese Centrale Bank. 
González-Páramo studeerde economie in Spanje en (als Fulbright Scholar) in de Verenigde Staten. Hij promoveerde in 1985 voor de eerste keer aan de Complutense Universiteit van Madrid (UCM) tot doctor in de economie. Een jaar later, in 1986, promoveerde hij opnieuw, nu aan de Columbia University. Hij schreef een aantal boeken en artikelen over fiscale- en monetaire politiek.
Conform afspraak heeft González-Páramo na acht jaar in juni 2012 neergelegd. Door onenigheid tussen de landen was men er begin juli 2012 nog niet ingeslaagd een opvolger te benoemen. Als afscheid kreeg González-Páramo een symposium in Frankfurt aangeboden met als onderwerp, "Monetaire politiek in onconventionele tijden". waar Mario Draghi de inleiding verzorgde en González-Páramo zelf het slotwoord voor zijn rekening nam. Nadat zijn zetel een half jaar onbezet bleef werd tijdens de Europese top van 22-23 november 2012 de Luxemburger Yves Mersch als zijn opvolger benoemd. 

## Voetnoten
1. ↑  (en) ECB-toespraak door José Manuel González-Páramo. European Central Bank (25 november 2011). Geraadpleegd op 23 februari 2024.
2. ↑  ECB website
3. ↑  "A European Central Bank colloquium in honour of..." González-Páramo, ECB Conferences & seminars webpage, 16 mei 2012.
4. ↑  "Introductory remarks by Mario Draghi", ECB Speeches & Interviews webpage, 16 mei 2012..
5. ↑  "Closing remarks ... González-Páramo", ECB Speeches & Interviews webpage, 16 mei 2012. Gearchiveerd op 29 augustus 2023.

- Biblioteca Nacional de España: XX883114
- Bibliothèque nationale de France: cb14503738x (data)
- Catàleg d'autoritats de noms i títols de Catalunya: 981058512649406706
- Gemeinsame Normdatei: 170194159
- International Standard Name Identifier: 0000 0000 6638 8192
- Nederlandse Thesaurus van Auteursnamen: 14778901X
- Virtual International Authority File: 22373095
- WorldCat: E39PBJrwRPpQc6CYdCqRhVQKBP